# Karinsjön
Karinsjön är en sjö i Sandvikens kommun i Gästrikland och ingår i Dalälvens huvudavrinningsområde. Sjön är 1,1 meter djup, har en yta på 0,264 kvadratkilometer och är belägen 59,8 meter över havet.

## Delavrinningsområde
Karinsjön ingår i det delavrinningsområde (669442-155482) som SMHI kallar för Utloppet av Bysjön. Medelhöjden är 66 meter över havet och ytan är 26,8 kvadratkilometer. Räknas de 4 avrinningsområdena uppströms in blir den ackumulerade arean 63,12 kvadratkilometer. Ålboån (Sågån) som avvattnar avrinningsområdet har biflödesordning 2, vilket innebär att vattnet flödar genom totalt 2 vattendrag innan det når havet efter 76 kilometer. Avrinningsområdet består mestadels av skog (56 procent), jordbruk (12 procent) och sankmarker (13 procent). Avrinningsområdet har 3,33 kvadratkilometer vattenytor vilket ger det en sjöprocent på 12,4 procent.